# Poimenesperus dobraei
Poimenesperus dobraei is een keversoort uit de familie van de boktorren (Cerambycidae). De wetenschappelijke naam van de soort werd in 1881 als Poemenosperus dobraei gepubliceerd door Charles Owen Waterhouse.